# Kothencz János
Kothencz János (Kiskunhalas, 1973. december 14.) magyar szociológus, pedagógus, címzetes egyetemi tanár (GFE), a nevelésfilozófia doktora. Szociálterápiás csoportterapeuta (ASIS), gyermek- és ifjúságvédelmi szakértő, az ÁGOTA Alapítvány alapítója és önkéntes közösségének vezetője.

## Tanulmányai
Nagyon nehéz gyermekkorral indult, három hónapos korában állami gondozásba került, kecskeméti és hajósi nevelőotthonokban nőtt fel. Az általános iskolát Hajóson végezte. 1993-ban fejezte be középiskolai tanulmányait a kiskunfélegyházi Mezőgazdasági- és Élelmiszeripari Szakközépiskolában.  
Az érettségit követően, 1998-ban a Szegedi Hittudományi Főiskolán szerzett általános iskolai tanári diplomát, majd 2001-ben a Szegedi Tudományegyetem, Juhász Gyula Tanárképző Főiskola, Pedagógia szakán szerzett újabb diplomát. 2008-ban a Szegedi Tudományegyetem Bölcsészettudományi Karán végzett szociológia szakon, majd 2013-ban a Gál Ferenc Egyetemen szerzett újabb egyetemi oklevelet. Ugyanebben az évben gyermek- és ifjúságvédelmi szakértő lett. Később a Szegedi Tudományegyetem több kari képzésén is oktatott – tanított, például a szociális munkások képzésében.  
2020-ban, a Gál Ferenc Egyetem Szenátusa, oktatói – kutatói, és egyéb tudományos tevékenysége (pl.: módszertan kidolgozások) alapján, címzetes egyetemi tanárrá nevezte ki.  
2024-ben, a Pécsi Tudományegyetemen doktori fokozatot szerzett, disszertációját nevelésfilozófiából írta és védte meg. 
Egyetemi tanulmányai mellett számos terápiás módszer alkalmazását sajátította el, és maga is dolgozott ki terápiás eljárásokat különböző pszicho-szociális területeken. Képzett szociálterápiás csoportterapeuta (ASIS), AVP tréner, és a KÁSZPEM – Szenzitív Pedagógikoterápiás Rendszer kidolgozója, alapítója. A KÁSZPEM rendszert, a hazai és külföldi gyermekvédelmi szakellátás területein egyre szélesebb körben alkalmazzák. Számtalan hazai és nemzetközi konferencia meghívott előadója. 

## Munkássága
1996-ban megalapította az ÁGOTA® – Állami Gondoskodásban Élő és Veszélyeztetett Fiatalok Támogatásáért Országos Közhasznú alapítványt.
2000-2011 között a gyermekvédelem területén terápiás foglalkozásokat vezet, országos kutatást koordinál és pedagógiai rendszertant dolgoz ki. 
2001-2007 között  a Gál Ferenc Főiskolán Archiválva 2016. július 10-i dátummal a Wayback Machine-ben óraadó oktató.
2007-2011 között kidolgozza a KÁSZPEM® rendszert (A KÁSZPEM, egy olyan terápiás alapú csoportmódszer és pedagógiai rendszer, melynek célja, hogy a segítségre szoruló gyermekekkel foglalkozó segítő szakemberek, saját érzékenységen alapuló, gyógyító hozzáállással vezethessék a gondozottakat a felnevelkedés útján.
2008-tól Szeged megyei jogú város Kábítószerügyi Érdekegyeztető Fórumának tagja.
2010-2011 között a Csongrád Megyei Területi Gyermekvédelmi Szakszolgálat (TEGYESZ) szakellátásért felelős igazgató helyettese.
2010 tavaszától 2016 tavaszáig a Szegedi Tudományegyetem óraadó oktatója.
2011-től a Szeged-Csanádi Egyházmegye Szent Ágota Gyermekvédelmi Szolgáltatójának főigazgatója. Az egyházmegye a fenntartója a gyermekvédelmi szakellátásnak Budapest különböző területein, valamint Komárom-Esztergom, Bács-Kiskun, Csongrád-Csanád, Békés, Pest, Jász-Nagykun-Szolnok, Heves, Nógrád, Győr-Moson-Sopron, Veszprém, Baranya és Tolna, valamint Borsod-Abaúj-Zemplén vármegyékben. Napjainkra, több ezer családból kiemelt fiatalt gondoznak. 

## Politikai pályafutása
Kothencz János bár soha nem volt tagja semmilyen politikai pártnak (ma sem tagja), mégis úgy érezte, hogy szociálpolitikai törekvéseit érvényesíteni szeretné szélesebb társadalmi palettán is. 
2010-2014 között Szeged Megyei Jogú Város Ifjúsági- és Sportbizottságának tagja.
2014-ben a szegedi önkormányzati választáson a Fidesz-KDNP önkormányzati képviselőjelöltje volt Szegeden, melyet meg is nyert a 15. számú tarjáni választókörzetben, emellett pedig az önkormányzat Szociális, Ifjúsági és Sport Bizottságának tagja. (Tarján lakótelep).
2019-ben újra megmérettette magát saját városrészében Szegeden, Tarjánban, ahol fölényesen nyerte el ismét a választók bizalmát, így újra a tarjáni városrész képviselőjévé választották.
Kothencz János szociálpolitikai törekvéseinek hatékonyságát többek közt az is mutatja, hogy számos jogszabály módosításhoz kérték fel szakértői konzultációra. Kothencz számos szakmapolitikai területen küzd napjainkban is a rászoruló családokért és a gyermekvédelmi gondoskodásban élőkért egyaránt. Szakmapolitikai és módszertani elgondolásai mind a mai napig mérvadóak a területen illetékes közszereplők számára. 

## Díjak, kitüntetések
- Miniszteri dicséret ifjúságpolitikai tevékenységért (2001)
- Magyarország példaképdíj – Pannon GSM (2005)
- Csongrád Megye Szociális Ellátásáért díj – Csongrád Megyei Önkormányzat  (2009)
- Hír TV különdíja az Ösztön c. film alapján (2010)
- Szegedért emlékérem (2011, 2013)
- Príma díj – Csongrád Megye Príma díjasa (VOSZ) (2011)
- Alkotói díj – Csongrád Megyei Önkormányzat (2012)
- Magyar Arany Érdemkereszt (2013)
- Izsákért Emlékérem (2013)
- Pro Caritate díj (2015)
- A Magyar Érdemrend lovagkeresztje (2021)

- Pro Urbe díj, Szeged (2025)

## Főbb publikációi
- Minden gyermeknek családban van a helye, Kapocs, XI. évf. 4. szám, 2012
- Családból kiemelt fiatalok segítésének terapeutikus megközelíthetőségei, BEKECS – Regionális Gyermekvédelmi Módszertani időszaki folyóirat, Kecskemét, 2011
- Kutatási aspektusok a hazai gyermekvédelemben, BEKECS – Regionális Gyermekvédelmi Módszertani időszaki folyóirat, Kecskemét, 2010
- Kothencz János Róluk… Értük… I”. Családból kiemelt gyermekek és fiatalok szociológiája, ÁGOTA Alapítvány, Szeged, 2009
- Kothencz János, Osváth Viola, Balog Mária, Pál Melinda, Balog Zsolt: Róluk… Értük… II, Családból kiemelt gyermekek és fiatalok pedagógiája, ÁGOTA Alapítvány, Szeged, 2009
- Az ifjúság védelméről „Velük… értük… hogyan…?”, In: Trócsányi László (főszerk): A mi alkotmányunk. Vélemények és elemzések Magyarország alkotmányáról. Complex Kiadó Jogi és Üzleti Tartalomszolgáltató Kft. Budapest, 2006
- Állami gondoskodásban élő és veszélyeztetett fiatalok közösséghez tartozásának igénye a szubkultúrák aspektusából, In: Eszenyi Miklós (szerk): Deviáns ifjúsági szubkultúrák és művelődési lehetőségeik, Magyar Kulturális, Közösségi és Turisztikai Egyesület, Budapest, 2005
- Kothencz János, Feleky Gábor, Lőrinczi János: Nevelőszülők magyarországon -2024,(Országos ÁGOTA Kutatás),
- több szakmai folyóiratban publikált...